# Championnats d'Europe de natation en petit bassin 1999
Navigation
Sheffield1998 Édition 2000
Les 7es Championnats d'Europe de natation en petit bassin, organisés par la LEN, se sont tenus à Lisbonne (Portugal) du 9 au 12 décembre 1999.
Le Complexo Desportivo do Jamor est le cadre des 38 épreuves de ces championnats.
La Suède arrive en tête du classement des pays médaillés, avec 10 titres et ses représentantes se sont distinguées en battant les 5 records mondiaux de ces championnats. L'Allemagne, seconde du classement obtient le plus grand nombre de médailles (26 au total) mais 5 titres, tout comme l'Ukraine, classée à la 3e place.

## Records battus

### Records du monde
- 10 décembre
  - Therese Alshammar () : 100 m nage libre en 52 s 80
  - Anna-Karin Kammerling ( Suède) : 50 m papillon en 25 s 64
  - Johanna Sjöberg • Therese Alshammar • Anna-Karin Kammerling • Malin Svahnström ( Suède) : relais 4 × 50 m nage libre en 1 min 38 s 45
- 11 décembre
  - Therese Alshammar () : 50 m nage libre en 24 s 09
  - Therese Alshammar • Emma Igelström • Johanna Sjöberg • Anna-Karin Kammerling ( Suède) : relais 4 × 50 m 4 nages en 1 min 49 s 47

## Tableau des médailles
| Rang | Nation      | Or | Argent | Bronze | Total |
| ---- | ----------- | -- | ------ | ------ | ----- |
| 1    | Suède       | 10 | 6      | 1      | 17    |
| 2    | Allemagne   | 5  | 13     | 8      | 26    |
| 3    | Ukraine     | 5  | 1      | 3      | 9     |
| 4    | Royaume-Uni | 3  | 3      | 9      | 15    |
| 5    | Pays-Bas    | 3  | 1      | 2      | 6     |
| 6    | Espagne     | 2  | 2      | 1      | 5     |
| 7    | Croatie     | 2  | 1      | 0      | 3     |
| 7    | Slovaquie   | 2  | 1      | 0      | 3     |
| 9    | Islande     | 2  | 0      | 0      | 2     |
| 10   | Danemark    | 1  | 1      | 2      | 4     |
| 10   | Italie      | 1  | 1      | 2      | 4     |
| 12   | Belgique    | 1  | 0      | 1      | 2     |
| 12   | Russie      | 1  | 0      | 1      | 2     |
| 14   | France      | 1  | 0      | 0      | 1     |
| 15   | Hongrie     | 0  | 3      | 0      | 3     |
| 16   | Biélorussie | 0  | 1      | 1      | 2     |
| 16   | Portugal    | 0  | 1      | 1      | 2     |
| 16   | Slovénie    | 0  | 1      | 1      | 2     |
| 16   | Suisse      | 0  | 1      | 1      | 2     |
| 20   | Turquie     | 0  | 1      | 0      | 1     |
| 21   | Tchéquie    | 0  | 0      | 1      | 1     |
| 21   | Finlande    | 0  | 0      | 1      | 1     |
| 21   | Israël      | 0  | 0      | 1      | 1     |
|      | Total       | 39 | 38     | 37     | 114   |

- Deux médailles d'or et une de bronze ont été décernées pour le 50 m papillon hommes
- Une médaille d'or et deux d'argent ont été décernées pour le 50 m nage libre dames

## Podiums

### Hommes
| Discipline          | Médaille d'or                                                        | Performance    | Médaille d'argent                                                             | Performance    | Médaille de bronze                                                             | Performance    |
| Nage libre          |                                                                      |                |                                                                               |                |                                                                                |                |
| 50 m                | Mark Foster                                                          | 21 s 71        | Pieter van den Hoogenband                                                     | 21 s 79        | Lorenzo Vismara                                                                | 21 s 83        |
| 100 m               | Pieter van den Hoogenband                                            | 47 s 20        | Lars Frölander                                                                | 47 s 86        | Karel Novy                                                                     | 48 s 44        |
| 200 m               | Pieter van den Hoogenband                                            | 1 min 44 s 34  | Massimiliano Rosolino                                                         | 1 min 45 s 22  | Stefan Herbst                                                                  | 1 min 46 s 09  |
| 400 m               | Massimiliano Rosolino                                                | 3 min 42 s 00  | Jörg Hoffmann                                                                 | 3 min 42 s 88  | James Salter                                                                   | 3 min 43 s 48  |
| 1 500 m             | Igor Chervynskyi                                                     | 14 min 42 s 05 | Jörg Hoffmann                                                                 | 14 min 45 s 71 | Teo Edo                                                                        | 14 min 59 s 43 |
| Papillon            |                                                                      |                |                                                                               |                |                                                                                |                |
| 50 m                | Miloš Milošević Lars Frölander                                       | 23 s 35        | -                                                                             | -              | Jere Hård                                                                      | 23 s 81        |
| 100 m               | Lars Frölander                                                       | 51 s 19        | James Hickman                                                                 | 51 s 43        | Denys Sylantyev                                                                | 52 s 01        |
| 200 m               | James Hickman                                                        | 1 min 53 s 52  | Thomas Rupprath                                                               | 1 min 54 s 43  | Denys Sylantyev                                                                | 1 min 54 s 86  |
| Dos                 |                                                                      |                |                                                                               |                |                                                                                |                |
| 50 m                | Miro Žeravica                                                        | 24 s 70        | Tomislav Karlo                                                                | 24 s 72        | Sebastian Halgasch                                                             | 24 s 79        |
| 100 m               | Örn Arnarson                                                         | 53 s 13        | Derya Büyükuncu                                                               | 53 s 17        | Volodymyr Nikolaychuk                                                          | 53 s 27        |
| 200 m               | Örn Arnarson                                                         | 1 min 54 s 23  | Jirka Letzin                                                                  | 1 min 55 s 19  | Adam Ruckwood                                                                  | 1 min 55 s 25  |
| Brasse              |                                                                      |                |                                                                               |                |                                                                                |                |
| 50 m                | Mark Warnecke                                                        | 27 s 10        | Oleg Lisogor                                                                  | 27 s 37        | Roman Sludnov                                                                  | 27 s 38        |
| 100 m               | Roman Sludnov                                                        | 58 s 85 RC     | Patrik Isaksson                                                               | 59 s 32        | José Couto                                                                     | 59 s 70        |
| 200 m               | Stéphan Perrot                                                       | 2 min 07 s 82  | José Couto                                                                    | 2 min 09 s 98  | Adam Whitehead                                                                 | 2 min 10 s 98  |
| 4 nages             |                                                                      |                |                                                                               |                |                                                                                |                |
| 100 m               | Jens Kruppa                                                          | 53 s 93        | Peter Mankoč                                                                  | 54 s 27        | Marcel Wouda                                                                   | 54 s 38        |
| 200 m               | Marcel Wouda                                                         | 1 min 56 s 46  | Jirka Letzin                                                                  | 1 min 58 s 23  | Massimiliano Rosolino                                                          | 1 min 58 s 57  |
| 400 m               | Frederik Hviid                                                       | 4 min 08 s 85  | Jirka Letzin                                                                  | 4 min 09 s 85  | Michael Halika                                                                 | 4 min 12 s 25  |
| Relais              |                                                                      |                |                                                                               |                |                                                                                |                |
| 4 × 50 m nage libre | Suède Claes Andersson Lars Frölander Stefan Nystrand Daniel Carlsson | 1 min 27 s 12  | Allemagne Mitja Zastrow Alexander Lüderitz Stephan Kunzelmann Kai Hanschmann  | 1 min 27 s 76  | Pays-Bas Dennis Rijnbeek Stefan Aartsen Marcel Wouda Pieter van den Hoogenband | 1 min 27 s 95  |
| 4 × 50 m 4 nages    | Suède Daniel Carlsson Patrik Isaksson Lars Frölander Stefan Nystrand | 1 min 36 s 00  | Allemagne Sebastian Halgasch Mark Warnecke Thomas Rupprath Alexander Lüderitz | 1 min 36 s 56  | Royaume-Uni Neil Willey Darren Mew James Hickman Mark Foster                   | 1 min 36 s 78  |

### Femmes
| Discipline          | Médaille d'or                                                                  | Performance      | Médaille d'argent                                                    | Performance   | Médaille de bronze                                                     | Performance   |
| Nage libre          |                                                                                |                  |                                                                      |               |                                                                        |               |
| 50 m                | Therese Alshammar                                                              | 24 s 09 RM       | Anna-Karin Kammerling Sue Rolph                                      | 24 s 90       | -                                                                      | -             |
| 100 m               | Therese Alshammar                                                              | 52 s 80 RM       | Susan Rolph                                                          | 53 s 26       | Sandra Völker                                                          | 53 s 34       |
| 200 m               | Martina Moravcová                                                              | 1 min 56 s 28    | Josefin Lillhage                                                     | 1 min 57 s 15 | Natalya Baranovskaya                                                   | 1 min 57 s 33 |
| 400 m               | Jana Klotchkova                                                                | 4 min 05 s 12 RC | Natalya Baranovskaya                                                 | 4 min 06 s 13 | Silvia Szalai                                                          | 4 min 06 s 48 |
| 800 m               | Jana Klotchkova                                                                | 8 min 22 s 37    | Flavia Rigamonti                                                     | 8 min 25 s 82 | Jana Henke                                                             | 8 min 28 s 89 |
| Papillon            |                                                                                |                  |                                                                      |               |                                                                        |               |
| 50 m                | Anna-Karin Kammerling                                                          | 25 s 64 RM       | Johanna Sjöberg                                                      | 26 s 42       | Nicola Jackson                                                         | 27 s 17       |
| 100 m               | Johanna Sjöberg                                                                | 57 s 73          | Mette Jacobsen                                                       | 59 s 11       | Sophia Skou                                                            | 59 s 80       |
| 200 m               | Mette Jacobsen                                                                 | 2 min 06 s 87    | Johanna Sjöberg                                                      | 2 min 08 s 62 | Sophia Skou                                                            | 2 min 09 s 33 |
| Dos                 |                                                                                |                  |                                                                      |               |                                                                        |               |
| 50 m                | Sandra Völker                                                                  | 27 s 31          | Nina Zhivanevskaya                                                   | 28 s 24       | Antje Buschschulte                                                     | 28 s 35       |
| 100 m               | Nina Zhivanevskaya                                                             | 59 s 87          | Antje Buschschulte                                                   | 1 min 00 s 08 | Sarah Price                                                            | 1 min 00 s 88 |
| 200 m               | Antje Buschschulte                                                             | 2 min 08 s 11    | Nina Zhivanevskaya                                                   | 2 min 09 s 47 | Nicole Hetzer                                                          | 2 min 09 s 62 |
| Brasse              |                                                                                |                  |                                                                      |               |                                                                        |               |
| 50 m                | Zoe Baker                                                                      | 31 s 40          | Ágnes Kovács                                                         | 31 s 49       | Janne Schäfer                                                          | 31 s 95       |
| 100 m               | Brigitte Becue                                                                 | 1 min 08 s 15    | Ágnes Kovács                                                         | 1 min 08 s 30 | Emma Igelström                                                         | 1 min 08 s 74 |
| 200 m               | Anne Poleska                                                                   | 2 min 24 s 78    | Ágnes Kovács                                                         | 2 min 25 s 41 | Brigitte Becue                                                         | 2 min 26 s 82 |
| 4 nages             |                                                                                |                  |                                                                      |               |                                                                        |               |
| 100 m               | Martina Moravcová                                                              | 1 min 00 s 78    | Annika Mehlhorn                                                      | 1 min 01 s 82 | Nataša Kejžar                                                          | 1 min 02 s 16 |
| 200 m               | Jana Klotchkova                                                                | 2 min 09 s 08    | Martina Moravcová                                                    | 2 min 09 s 25 | Susan Rolph                                                            | 2 min 11 s 29 |
| 400 m               | Jana Klotchkova                                                                | 4 min 34 s 07    | Nicole Hetzer                                                        | 4 min 37 s 47 | Hana Černá                                                             | 4 min 37 s 74 |
| Relais              |                                                                                |                  |                                                                      |               |                                                                        |               |
| 4 × 50 m nage libre | Suède Johanna Sjöberg Therese Alshammar Anna-Karin Kammerling Malin Svahnström | 1 min 38 s 45 RM | Allemagne Katrin Meissner Simone Osygus Sandra Völker Britta Steffen | 1 min 39 s 21 | Royaume-Uni Alison Sheppard Nicola Jackson Karen Pickering Susan Rolph | 1 min 39 s 93 |
| 4 × 50 m 4 nages    | Suède Therese Alshammar Emma Igelström Johanna Sjöberg Anna-Karin Kammerling   | 1 min 49 s 47 RM | Allemagne Sandra Völker Janne Schäfer Marietta Uhle Katrin Meissner  | 1 min 49 s 87 | Royaume-Uni Katy Sexton Zoe Baker Nicola Jackson Susan Rolph           | 1 min 51 s 64 |

Légendes : RM : record du monde, RC : record des championnats